# Forestiera
Forestiera  é um gênero botânico da família Oleaceae
Encontrado nos EUA e México, algumas espécies nas Índias ocidentais, América do Sul e Central.

## Sinonímia
Bigelovia, Carpoxis, Geisarina, Nudilus

## Espécies
Composto por 45 espécies:
Forestiera acuminata Forestiera angustifolia Forestiera arizonica
Forestiera autumnalis Forestiera cartaginensis Forestiera cassinoides
Forestiera chiapensis Forestiera cuneifolia Forestiera disticha
Forestiera durangensis Forestiera eggersiana Forestiera ekmanii
Forestiera glauca Forestiera globosa Forestiera godfreyi
Forestiera heterophyla Forestiera hondurensis Forestiera jacquiniana
Forestiera ligustrina Forestiera macrocarpa Forestiera macroocarpa
Forestiera neo Forestiera neo mexicana Forestiera neomexicana
Forestiera nitida Forestiera phillyreoides Forestiera pinetorum
Forestiera polyandra Forestiera porulosa Forestiera prinoides
Forestiera puberula Forestiera pubescens Forestiera racemosa
Forestiera rericulata Forestiera reticulata Forestiera retusa
Forestiera rhamnifolia Forestiera rotundifolia Forestiera segregata
Forestiera selleana Forestiera shrevei Forestiera sphaerocarpa
Forestiera texana Forestiera tomentosa Forestiera verrucosa
Forestiera wrightiana

## Nome e referências
Forestiera Poiret, 1812